# Хардувелис, Гикас
Гикас Хардувелис (греч. Γκίκας Χαρδούβελης; р. 8 октября 1955, Поулитра, Леонидо, Аркадия) — Министр финансов Греции с 10 июня 2014 по 27 января 2015.
Хардувелис был профессором финансов и экономики отдела банковского и финансового менеджмента Университета Пирея и главным экономистом и директором по исследованиям Eurobank EFG. Он занимал должность директора Экономического управления Премьер-министра Греции Лукаса Пападемоса (ноябрь 2011 — май 2012), участвовал в переговорах с держателями облигаций, а также с МВФ, Европейской комиссией и Европейским центральным банком. В 2000–2004 годах он был директором Экономического управления Премьер-министра Греции Костаса Симитиса.
Он имеет степень доктора наук в области экономики (1983, Университет Калифорнии в Беркли) и магистра и бакалавра в области прикладной математики (1978, Гарвардский университет). Работал ассистентом профессора в Колледже Барнарда, Колумбийский университет (1983–1989), доцентом, а затем профессором Рутгерского университета (1989–1993).
Он работал научным консультантом и экономистом Федерального резервного банка Нью-Йорка (1987–1993) и советником Банка Греции в течение следующих двух лет (1994–1995), где он также выступал как второй заместитель губернатора в Европейском валютном институте (предшественник Европейского центрального банка). Между 1996 и 2000 он занимал должность главного экономиста в Национальном банке Греции, где он входил в Отдел экономического анализа, создал Отдел управления рисками, актив-обязательств Департамента управления и Департамента связей с инвесторами. Он также сыграл важную роль в создании в Биржевых деривативов Афин, где входил в Совет директоров (1997–2000). В последующие годы он присоединился к Евробанку как главный экономист.
Его научная работа продолжается в области финансов и макроэкономики, он публикуется во многих всемирно известных журналов, в том числе American Economic Review, Quarterly Journal of Economics, Journal of Monetary Economics и многих других.
Входил в топ-50 отдельных издателей во всем мире по прикладной эконометрике (1989-1995).
Его работы по маржинальным требованиям значительно повлияло на формирование реформы правовой базы, регулирующей рынки фьючерсов на фондовых индексах в США.